# Martfű
Martfű é uma cidade da Hungria, situada no condado de Jász-Nagykun-Szolnok. Tem 23,08 km² de área e sua população em 2019 foi estimada em 6.169 habitantes.